# Zdeněk Chládek
Zdeněk Chládek (ur. 25 maja 1990 w Cieplicach) – czeski bokser.
Sport zaczął trenować w wieku 4 lat, początkowo piłkę nożną i hokej. Później zajął się karate, aż w końcu zaczął uprawiać boks.
Uczestnik Letnich Igrzysk Olimpijskich 2012 w Londynie, brązowy medalista młodzieżowych mistrzostw świata z roku 2008 oraz mistrzostw Europy juniorów z roku 2007, mistrz Czech w roku 2006, 2007, 2008, 2009, 2010, 2011, 2013, 2014 oraz dwukrotny mistrz Czech juniorów w roku 2005 i 2006.
W lipcu 2012 reprezentował Czechy w kategorii lekkopółśredniej na igrzyskach olimpijskich w Londynie. Odpadł tam w 1/16 finału, przegrywając w swoim pierwszym pojedynku z reprezentantem Mongolii Uranczimegijnem Mönch-Erdenem. Był jedynym reprezentantem Czech w boksie na igrzyskach w Londynie.
Oprócz boksu zajmuje się też aktorstwem – gra rolę trenera fitness w serialu „Ulice”.